# Фризендорф, Эдгар
Эдгар Фризендорф (нем. Edgar Woldemar Eduard von Friesendorff, латыш. Edgars Voldemārs Frīzendorfs, 17 апреля 1881, Рига — 1945, Познань) — прибалтийский архитектор немецкого происхождения. Родился, жил и работал в Риге. Построил около 25 жилых и общественных зданий.

## Биография
Родился 17 апреля 1881 года в Риге. Происходит из древнего рыцарского рода немецкого происхождения.
Изучал коммерческие науки (1900—1901) и архитектуру (1901—1907) и в 1907 году окончил Рижский Политехнический Институт с дипломом архитектора. В 1907—1910 годах работал в архитектурном бюро Вильгельма Бокслафа. С 1910 года имел собственное бюро и также состоял архитектором Лифляндского губернаторства. Активно работал в стиле вертикального модерна.
После Первой Мировой Войны с 1919 по 1934 — архитектор сельскохозяйственных построек в Министерстве сельского хозяйства Латвии.
17 ноября 1939 года с семьёй покинул Латвию в ходе репатриации этнических немцев в Германию и поселился с семьёй на занятых польских территориях. Умер в Познани в 1945 году.

## Основные работы
- Лютеранская Церковь Святого Креста в Риге (1908—1909) (совместно с В.Бокслафом)[2].
- Лютеранская церковь в Дубулты в Юрмале (1905—1907) (совместно с В.Бокслафом)[3].
- Здание 1-го Общества Взаимного Кредита на ул. Смилшу, 6 (совместно с В.Бокслафом),
- Доходный дом ул. Нометню, 47 (1909) (совместно с В.Бокслафом).
- Здание Лифляндского крестьянского общества взаимного кредита (ныне — Министерства образования и науки Латвии) на улице Вальню, 2 (1911)[4]
- Доходный дом К.Кергалвиса по улице Кришьяня Валдемара, 33 (1912)[5]
- Доходный дом по улице Марияс, 21 (1910)[6], на примыкающей к дому территории был построен кинотеатр Palladium[7][8]
- Дом фон Ренекамфов на улице Алисес, 5 (1913)[9].
- Доходный дом Гутнера наб. Генерала Радзиня, 21 (1912)
- Доходный дом ул. Лачплеша, 26 (1913)
- Доходный дом ул. Матиса, 13 (1912)
- Доходный дом ул. Миера, 95 (1913)
- Доходный дом ул. Бруниниеку, 42 (1913)
- Доходный дом ул. Госпиталю, 35/37 (1913)
- Доходный дом ул. Калнциема, 2а (1913)
- Особняк ул. Слокас, 32 (1911)
- Здание Торговой школы на ул. Гростонас, 2 (1912)
- Здание Рижской Центральной тюрьмы (1905)[10]

Церковь Святого Креста
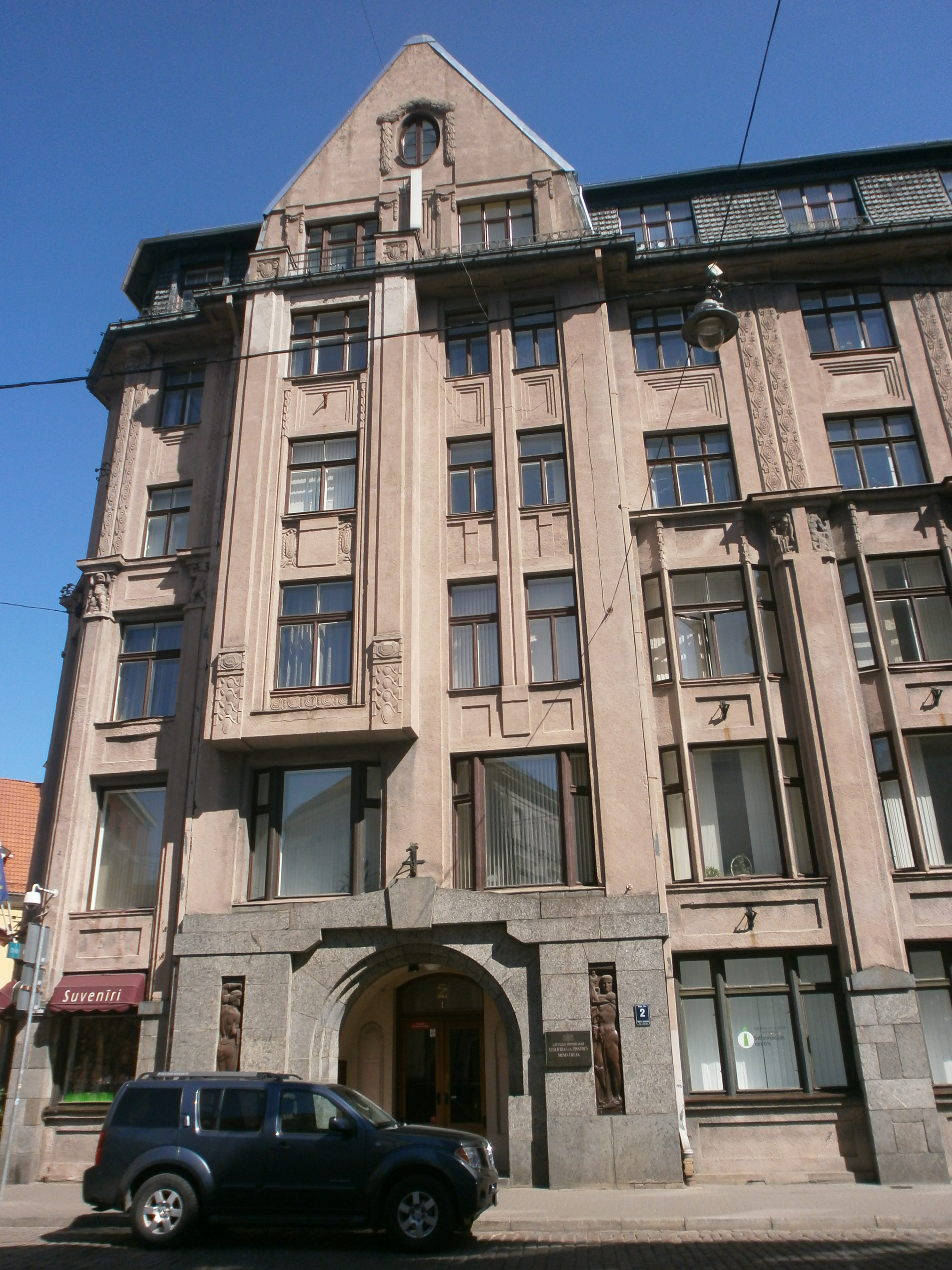
Здание Лифляндского общества взаимного кредита крестьян, ул. Вальню, 2 (1911)
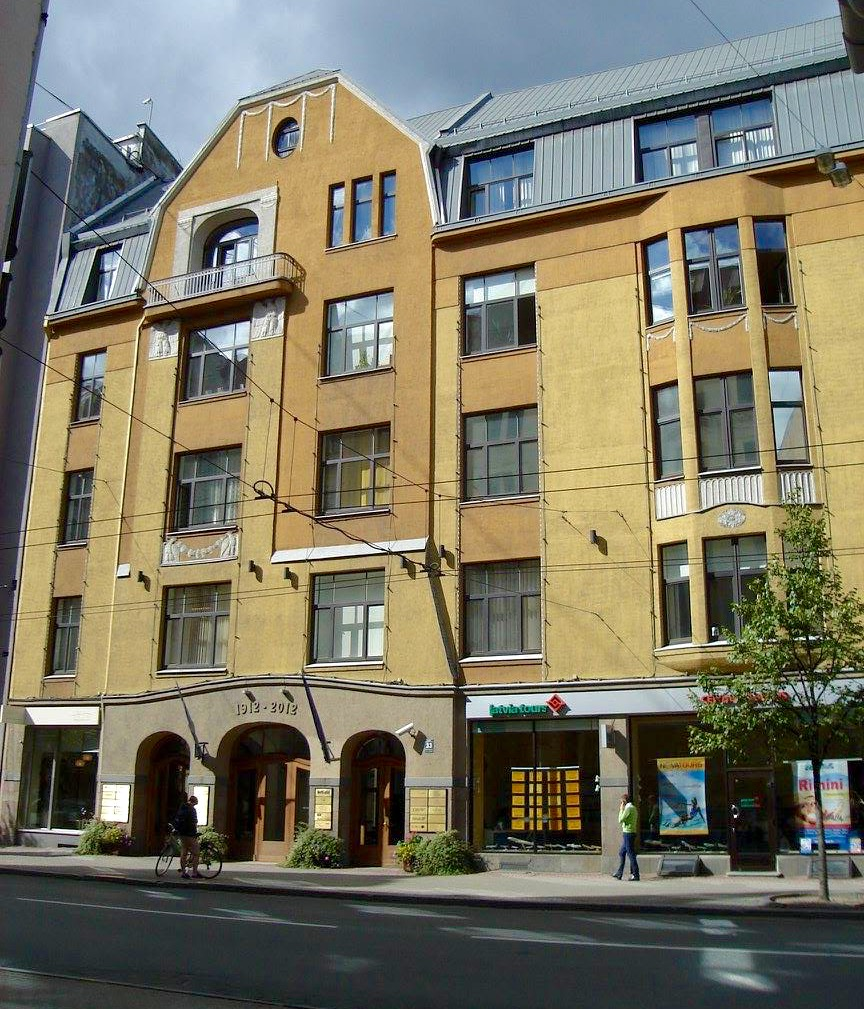
Доходный дом, ул. Кр. Валдемара, 33 (1911-12)
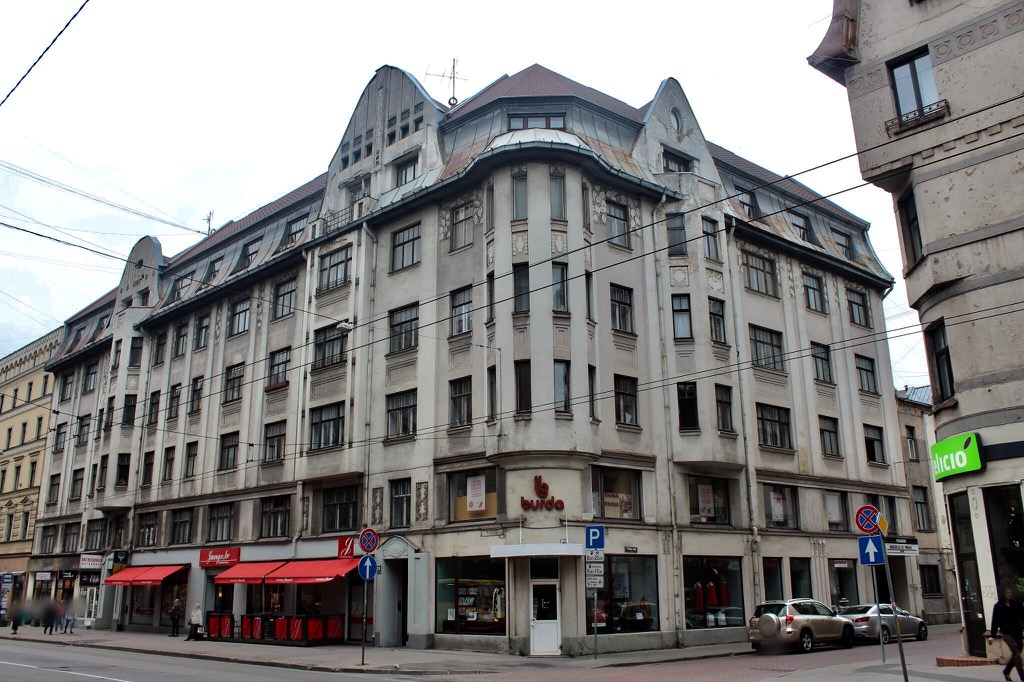
Ул. Марияс, 21 (1910)
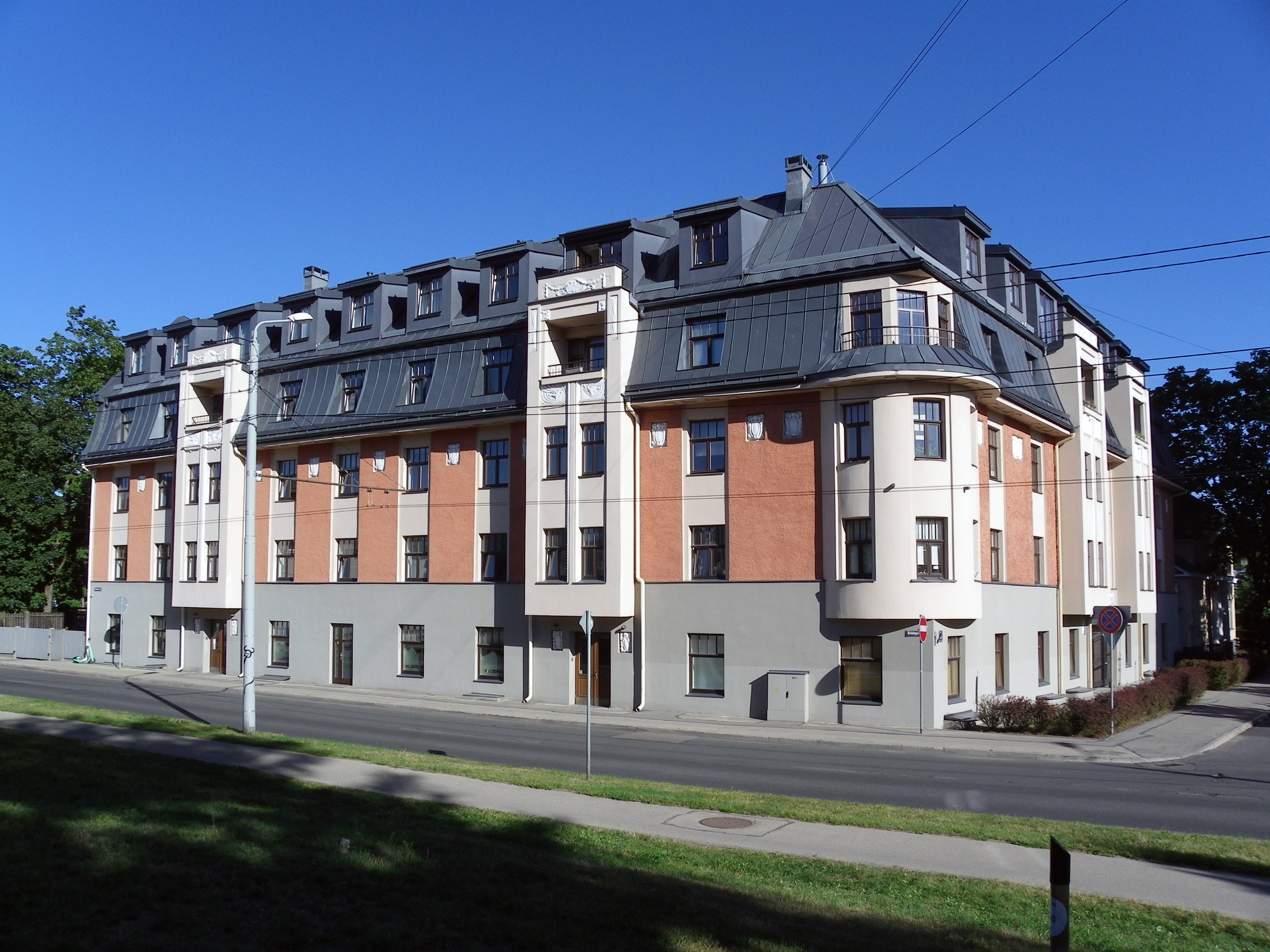
Дом фон Рененкамфов, ул. Алисес, 5 (1913)
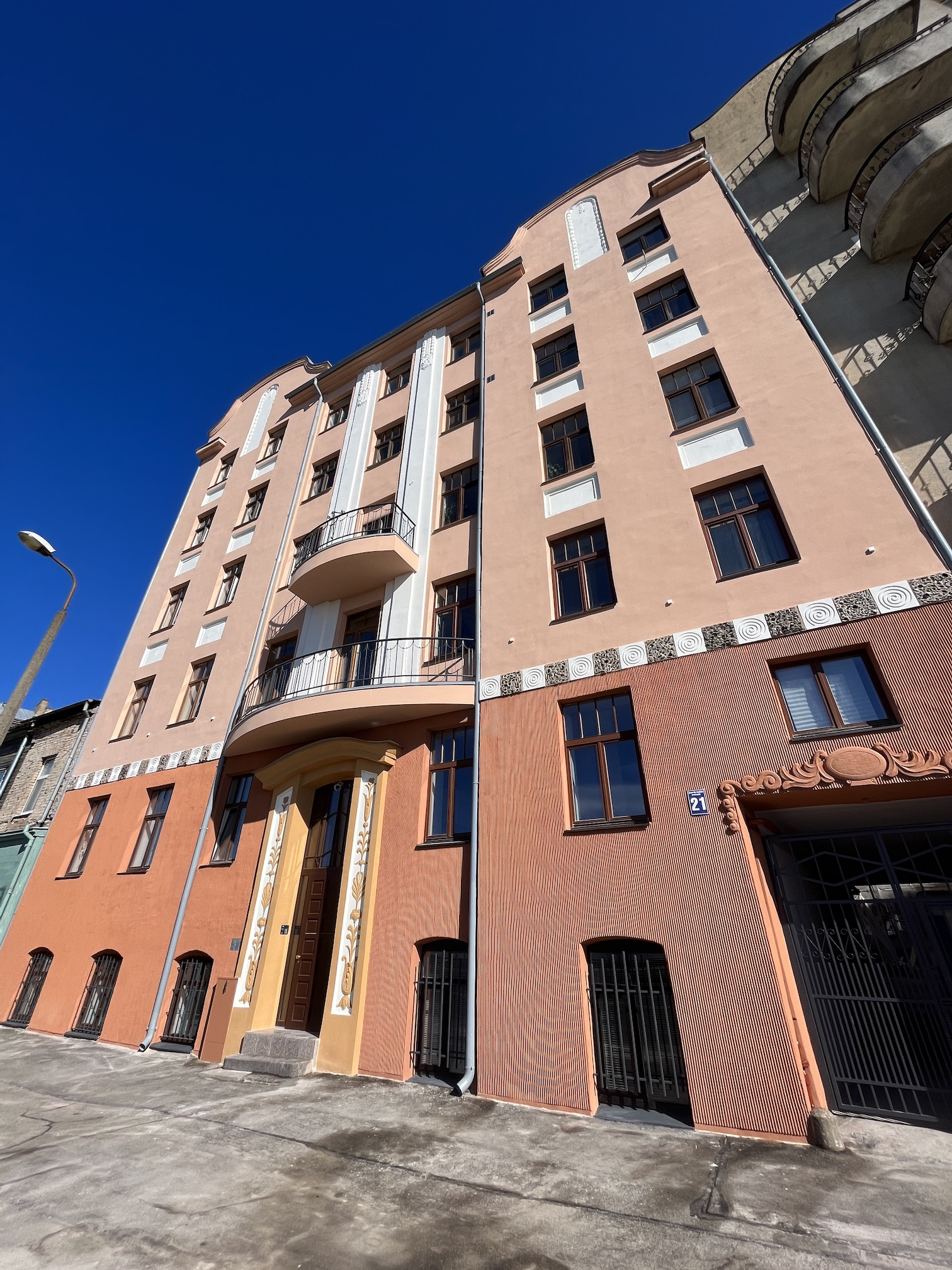
Доходный дом Гутнера (наб. Генерала Радзиня, 21)
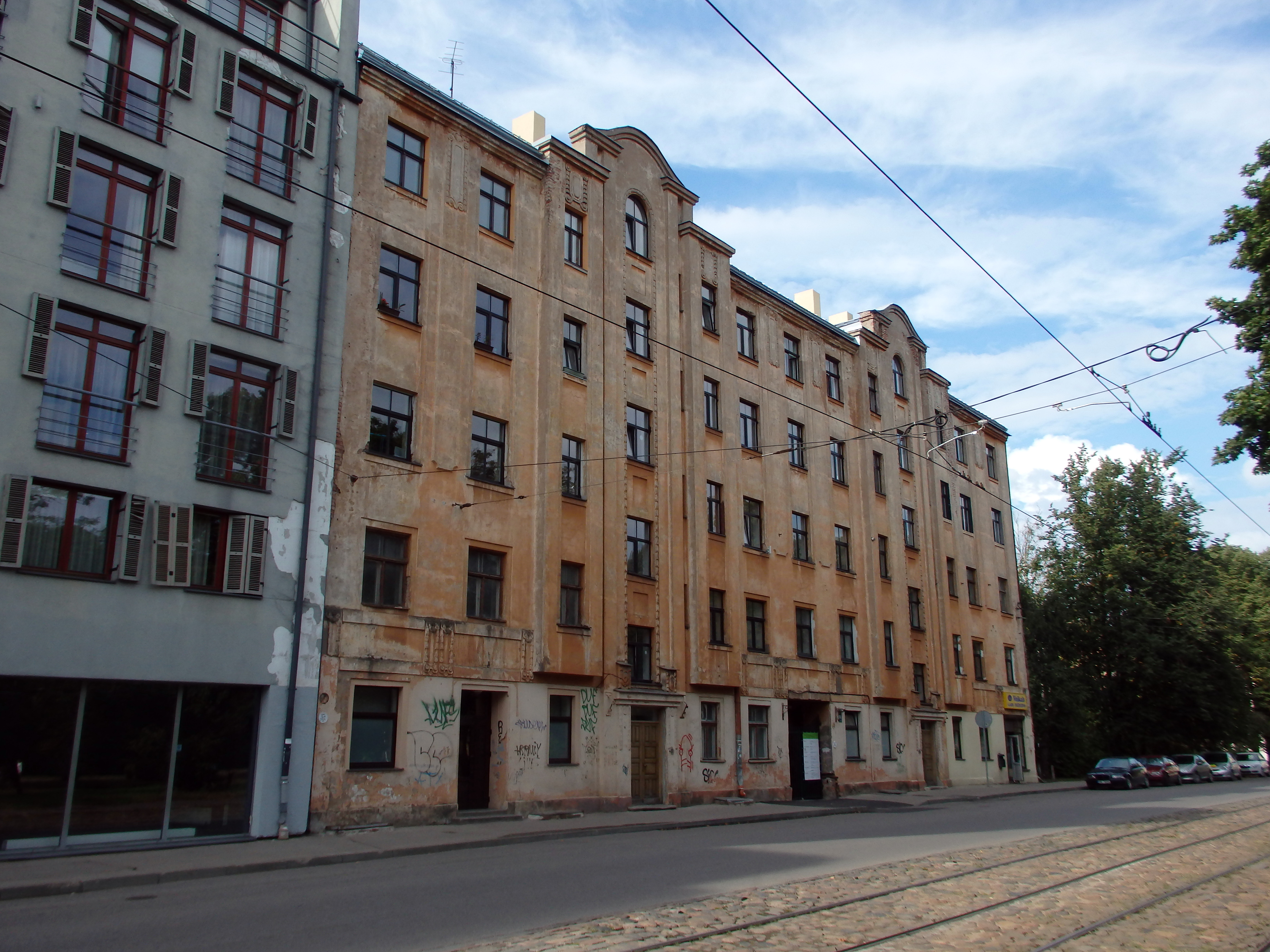
Миера 95
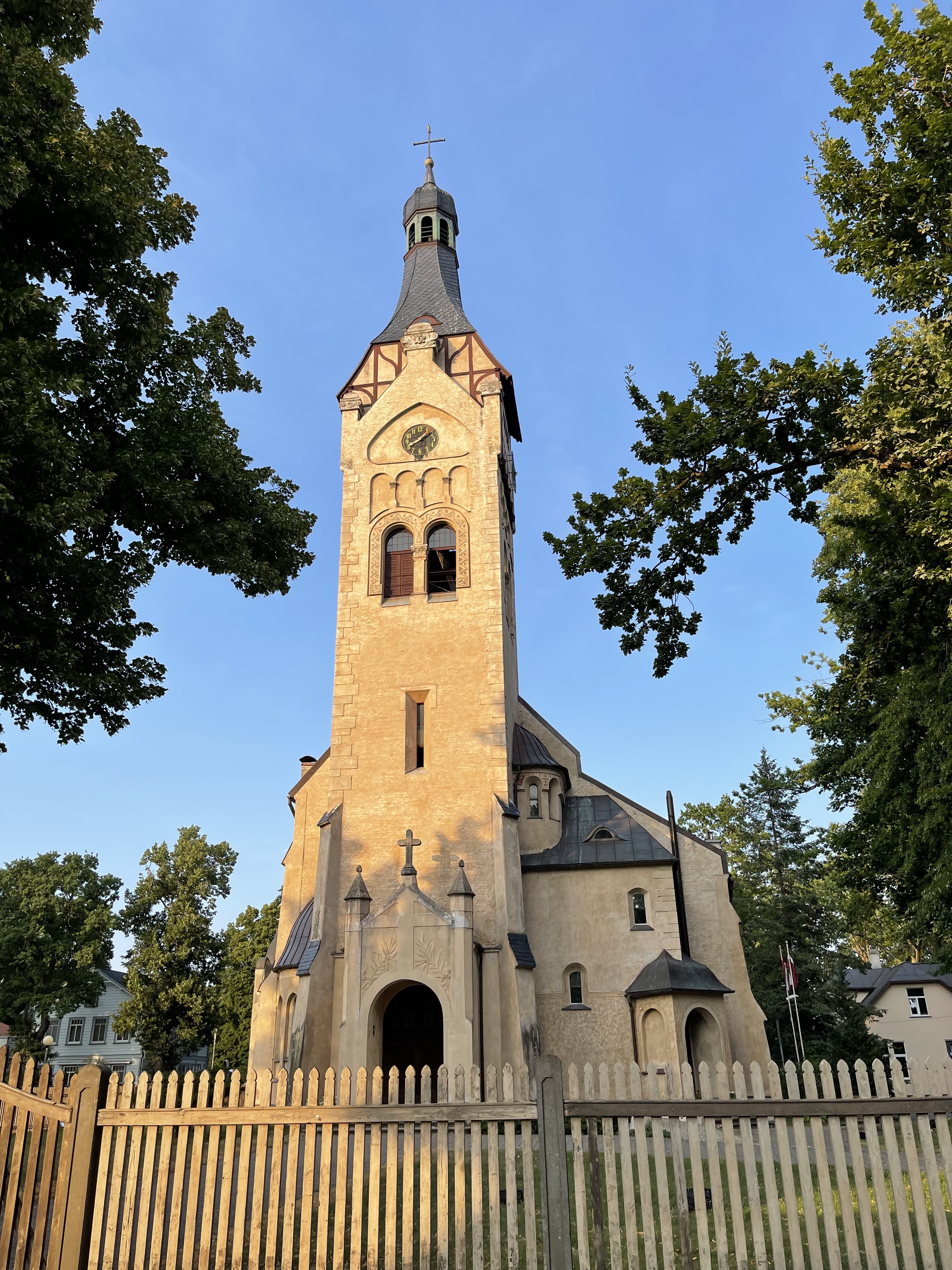
Лютеранская церковь в Дубулты (Юрмала)
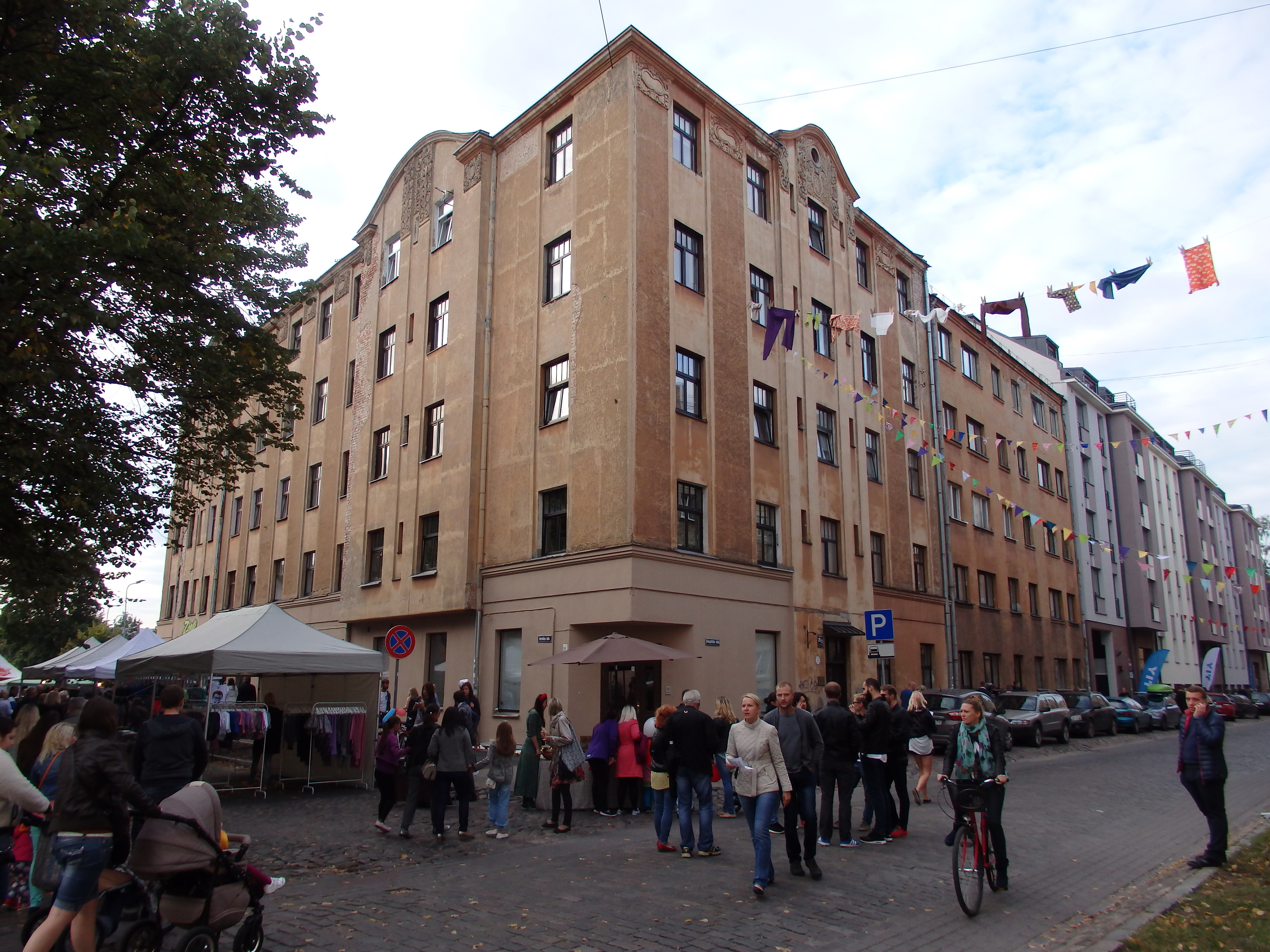
Госпиталю 35/37
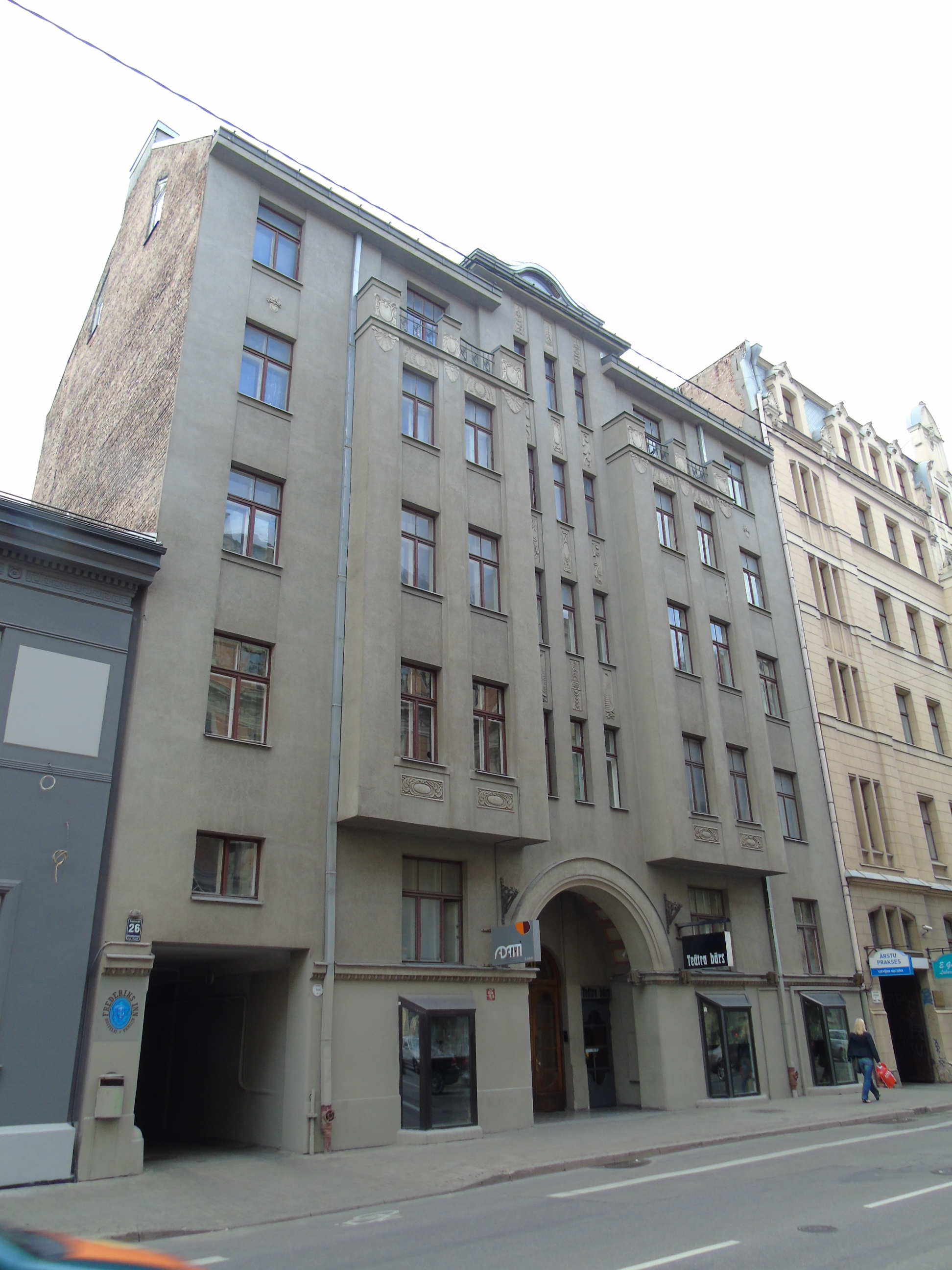
Лачплеша 26